# Stazione di Musashi-Hikida
La stazione di Musashi-Hikida (武蔵引田駅?, Musashi-Hikida-eki) è una stazione ferroviaria all'interno dell'area metropolitana di Tokyo situata nella città di Akiruno, ed è servita dalla linea Itsukaichi. In origine la stazione si chiamava stazione di Byōin-mae (病院前駅?, Byōin-mae-eki), ma dal 1944 possiede la denominazione attuale.

## Linee
JR East
■ Linea Itsukaichi

## Struttura
La stazione è costituita da un unico marciapiede con un solo binario passante in superficie, utilizzato da entrambe le direzioni.
| 1 | ■ Linea Itsukaichi | per Musashi-Masuko e Musashi-Itsukaichi           |
| 1 | ■ Linea Itsukaichi | per Akigawa, Haijima, Tachikawa, Shinjuku e Tokyo |

## Stazioni adiacenti
| «                | Servizio         | »                |
| Linea Itsukaichi | Linea Itsukaichi | Linea Itsukaichi |
| ---------------- | ---------------- | ---------------- |
| Akigawa          | Tutti i treni    | Musashi-Masuko   |